# Trechus novaculosus
Trechus novaculosus är en skalbaggsart som beskrevs av Barr. Trechus novaculosus ingår i släktet Trechus och familjen jordlöpare. Inga underarter finns listade i Catalogue of Life.